# Nahlin Plateau
Nahlin Plateau är en platå i Kanada.   Den ligger i provinsen British Columbia, i den centrala delen av landet, 4 000 km väster om huvudstaden Ottawa.